# Ian Tracey
Ian Tracey (Vancouver, 26 giugno 1964) è un attore canadese.

## Biografia
Tracey è nato sull'Isola di Vancouver, Columbia Britannica, Canada ed è cresciuto a Port Coquitlam. Tracey ha iniziato a lavorare all'età di 11 anni recitando nel film The Keeper - Il custode accanto a Christopher Lee.
Nel 1980 è stato il protagonista della serie televisiva Huckleberry Finn e i suoi amici basata sulle opere letterarie di Mark Twain. Nel 2004 è stato il co-protagonista del film Ice Men per la regia di Michael MacLennan. Ha partecipato con ruoli secondari in diverse pellicole cinematografiche, tra cui Sorveglianza... speciale di John Badham, Prozac Nation di Erik Skjoldbjærg, La doppia vita di Mahowny di Richard Kwietniowski.
Ha recitato in diverse serie televisive interpretando i personaggi presenti in un solo episodio oppure in pochi episodi. Occasionalmente, ha lavorato come regista e come doppiatore.
Ian Tracey è padre dell'attore Keenan Tracey.

## Filmografia

### Attore

#### Cinema
- The Keeper - Il custode (The Keeper), regia di T.Y. Drake (1976)
- Donna è meraviglia (In Praise of Older Women), regia di George Kaczender (1978)
- Il viaggio di Natty Gann (The Journey of Natty Gann), regia di Jeremy Kagan (1985)
- Sorveglianza... speciale (Stakeout), regia di John Badham (1987)
- Timecop - Indagine dal futuro (Timecop), regia di Peter Hyams (1994)
- La resa dei conti (Man with a Gun), regia di David Wyles (1995)
- Free Willy 3 - Il salvataggio (Free Willy 3: The Rescue), regia di Sam Pillsbury (1997)
- Liberty Stands Still, regia di Kari Skogland (2002)
- Terra di confine - Open Range (Open Range), regia di Kevin Costner (2003)
- Crimini nascosti (Desolation Sound), regia di Scott Weber (2005)
- Elektra, regia di Rob S. Bowman (2005)
- L'uomo d'acciaio (Man of Steel), regia di Zack Snyder (2013)
- Il volo del falco (Aloft), regia di Claudia Llosa (2014)
- Dead Rising: Endgame, regia di Pat Williams (2016)
- Endless, regia di Scott Speer (2020)

#### Televisione
- I quattro della scuola di polizia (21 Jump Street) - serie TV, 4 episodi (1987-1988)
- Street Legal - serie TV, 1 episodio (1988)
- Il commissario Scali (The Commish) - serie TV, 17 episodi (1991-1995)
- X-Files (The X Files) – serie TV, episodio 3x07 (1995)
- Oltre i limiti (The Outer Limits) - serie TV, 2 episodi (1996-2000)
- Da Vinci's Inquest - serie TV, 91 episodi (1998-2005)
- Sentinel (The Sentinel) - serie TV, 1 episodio (1999)
- Dark Angel - serie TV, 1 episodio (2001)
- Stargate SG-1 - serie TV, 1 episodio (2002)
- The Dead Zone - serie TV, 1 episodio (2003)
- Da Vinci's City Hall - serie TV, 13 episodi (2005)
- Intelligence - serie TV, 26 episodi (2005-2007)
- Prairie Giant: The Tommy Douglas Story - miniserie TV, regia di John N. Smith (2006)
- Smalville - serie TV, 1 episodio (2006)
- 4400 - serie TV, 3 episodi (2006)
- Heartland - serie TV, 5 episodi (2009-2015)
- Flashpoint - serie TV, 1 episodio (2010)
- Sanctuary - serie TV, 8 episodi (2010-2011)
- Shattered - serie TV, 2 episodi (2011)
- Hell on Wheels - serie TV, 5 episodi (2011)
- True Justice - serie TV, 2 episodi (2012)
- Supernatural - serie TV, 1 episodio (2012)
- The Listener - serie TV, 1 episodio (2012)
- Continuum - serie TV, 15 episodi (2012–2015)
- Rogue Files: Reparation - mini-serie TV, regia di Michael Robison (2013)
- Rogue - serie TV, 9 episodi (2013)
- Bates Motel - serie TV, 11 episodi (2013-2014)
- The 100 - serie TV, 3 episodi (2015)
- School Spirits - serie TV, 12 episodi (2023-2025)
- Alert: Missing Persons Unit - serie TV, episodio 2x02, 2x08 (2025)

### Regista
- Da Vinci's Inquest, gli episodi "Better Broke Than Naked" (2001) e "You Promised Me a Celebrity" (2004)
- Intelligence, gli episodi "Things Change" (2006) e "Flipping the Script" (2007)

### Doppiatore
- Insomnia (Insomnia) (2002)

## Doppiatori italiani
Nelle versioni in italiano delle opere in cui ha recitato, Ian Tracey è stato doppiato da:
- Massimo Lodolo in Intelligence, Prairie Giant: The Tommy Douglas story, 4400, Dead Rising: Endgame
- Pasquale Anselmo in X-Files, Sanctuary
- Roberto Certomà in Endless
- Francesco Bulckaen in Smallville
- Andrea Lavagnino in Supernatural
- Federico Danti in Continuum
- Luigi Ferraro in Bates Motel
- Antonio Palumbo in The 100
- Ennio Coltorti in Travelers
- Enrico Pallini in Virgin River
- Alessandro Maria D'Errico in School Spirits
- Alessandro Budroni in Hudson & Rex
- Alberto Bognanni in Alert: Missing Persons Unit